# کتابخانه ریاست جمهوری جرج بوش

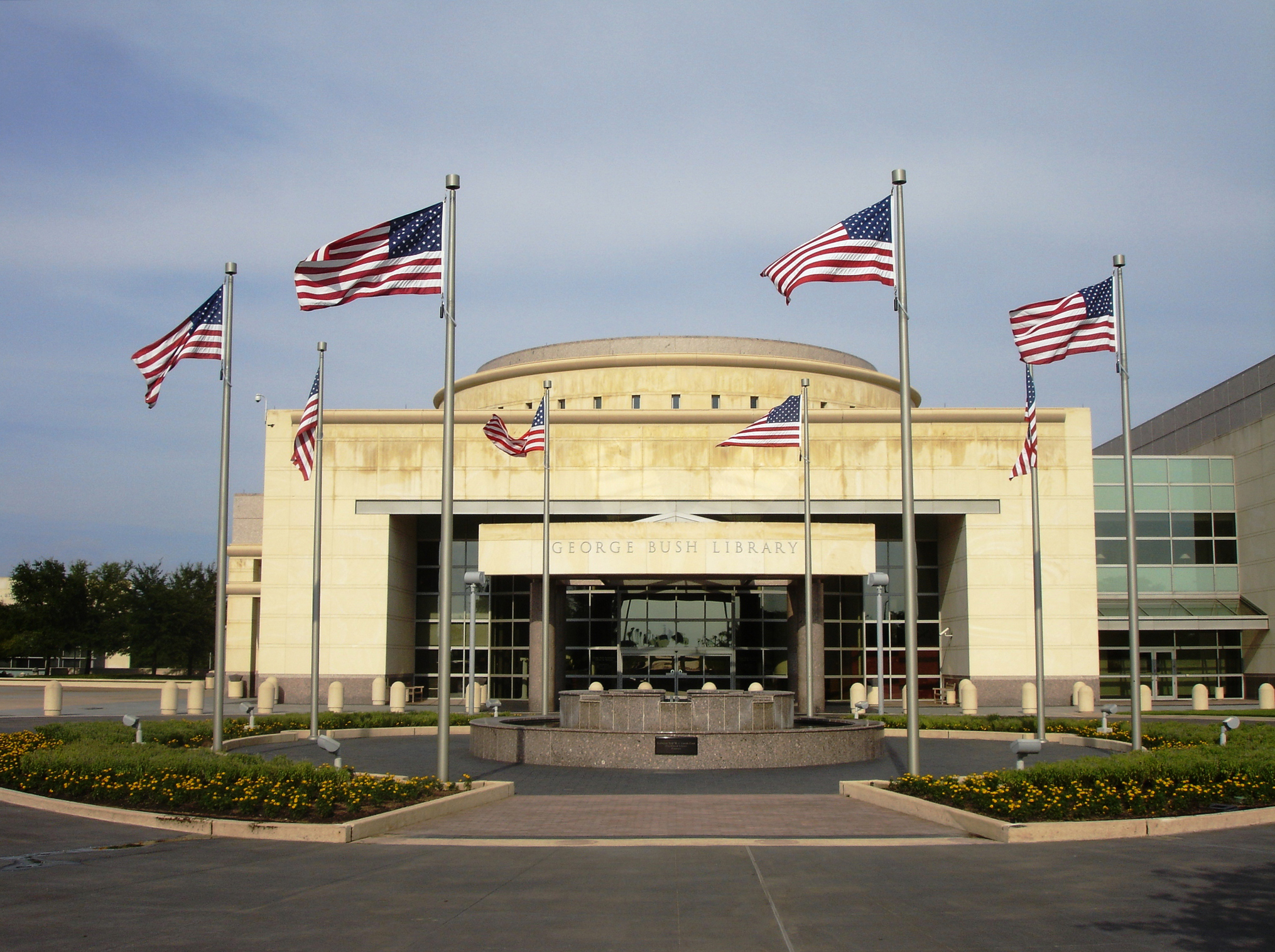
معمار: هلموث، اوباتا و کاساباوم

کتابخانه ریاست جمهوری جرج بوش (به انگلیسی: George Bush Presidential Library) تأسیس ۱۹۹۷، کتابخانه و موزه‌ای دانشگاهی در ایالات متحده آمریکاست.
این موزه ۴۳ میلیون صفحه مدارک و اسناد تاریخی از دوران اشتغال جورج هربرت واکر بوش را در خود جای داده است.
این موزه در شهر کالج استیشن در تگزاس قرار دارد و توسط دانشگاه تگزاس A&M اداره می‌گردد.